# County Roscommon
County Roscommon (Iers: Ros Comáin) is een graafschap in het midden van Ierland.Roscommon maakt deel uit van de provincie Connacht. Het heeft een oppervlakte van 2547 km² en een inwoneraantal van 64.065 (2011).
Roscommon is de hoofdstad van het graafschap. Athlone, dat gedeeltelijk in Roscommon en gedeeltelijk in County Westmeath ligt, wordt gezien als de centraalst gelegen stad in Ierland.
De grenzen van het graafschap worden hoofdzakelijk gevormd door meren en rivieren, de Shannon, de Suck en het grote meer Lough Rea.
Op Ierse nummerborden wordt het graafschap afgekort tot RN.

## Bestuur en politiek
Het graafschap heeft een gekozen bestuur dat uit 18 leden bestaat. Het bestuur wordt iedere vijf jaar gekozen, de laatste keer in 2014. De samenstelling van de raad na de verkiezingen van 2014 is
- Fianna Fáil: 8 zetels
- Fine Gael: 3 zetels
- Sinn Féin: 1 zetel
- onafhankeleijke leden: 6 zetels

De leden worden gekozen in 3 electoral areas, die in Roscommon overeenkomen met de drie municipal districts, : Athlone (Roscommon), Boyle en Roscommon. Binnen de districten wordt, net als bij de verkiezingen voor de Dáil, gebruik gemaakt van het systeem van de enkelvoudige overdraagbare stem. Voor de Dáil vormt Roscommon een kiesdistrict met een deel van Galway.

## Plaatsen
| Engels      | Iers               | Inwoners |
| ----------- | ------------------ | -------- |
| Arigna      | An Airnigh         | -        |
| Athlone     | Baile Átha Luain   | 22.869   |
| Athleague   | Áth Liag           | 296      |
| Ballyfarnan | Béal Átha Fearnáin | 187      |
| Roscommon   | Ros Comáin         | 6.555    |